# James Carter (cầu thủ bóng đá)
James Carter là một cầu thủ bóng đá người Anh hoạt động vào thế kỉ 20. Ông có tổng cộng 43 lần ra sân ở Football League cho Blackburn Rovers.